# Panasós
Panasós, en grec moderne : Πανασός, est un village du dème de Gortyne, dans le district régional de Héraklion, de la Crète, en Grèce. Selon le recensement de 2001, la population de Panasós compte 260 habitants.
Le village est situé à une altitude de 450 mètres et à une distance de 35 km de Héraklion.

## Histoire
La première mention du village remonte à un acte notarié de 1280 : il est nommé Panasso . En 1583, il est mentionné dans le recensement sous le nom de Banasso, avec 319 habitants.